# چام‌پینار (چلیخان)
چام‌پینار {{ترکی|Çampınar) (به کردی: Pirhemzîk) یک منطقهٔ مسکونی کردنشین در ترکیه است که در چلیخان واقع شده‌است.